# Membranipora commensalis
Membranipora commensalis är en mossdjursart som först beskrevs av James Barrie Kirkpatrick och Jan Metzelaar 1922.  Membranipora commensalis ingår i släktet Membranipora och familjen Membraniporidae. Inga underarter finns listade i Catalogue of Life.